# Acca effe
株式会社Acca effe（アッカエッフェ）は、日本のアニメ制作会社。

## 略歴
AICで『神魂合体ゴーダンナー!!』や『ガン×ソード』の制作事務を担当した生田目聡が独立し、アニメーターの石原恵治やアークスクリエイトで制作進行を務めた河原祥順ら数名のスタッフと共に設立した。主に、オー・エル・エムやAICから独立したTROYCAからのグロス請けを行っている。
2019年に放送された『ストライクウィッチーズ 501部隊発進しますっ!』より戯画プロダクションとの共同で元請制作を担当する。
2021年にスタジオギガから撮影業務を一時的に譲受し、2022年に合同会社Production CKとして分社された。

## 作品履歴

### テレビアニメ
| 開始年 | 放送期間  | タイトル                                    | 監督     | シリーズ文芸 | アニメーション プロデューサー | 原作 | 共同制作           |
| ------ | --------- | ------------------------------------------- | -------- | ------------ | ----------------------------- | ---- | ------------------ |
| 2019年 | 4月 - 6月 | ストライクウィッチーズ 501部隊発進しますっ! | 伊藤史夫 | 村上深夜     | 生田目聡                      | 漫画 | 戯画プロダクション |
| 2021年 | 1月 - 3月 | ワールドウィッチーズ発進しますっ!           | 伊藤史夫 | 村上深夜     | 生田目聡                      | 漫画 | 戯画プロダクション |

### 劇場アニメ
| 公開年 | 公開日  | タイトル                                           | 監督     | 原作 | 共同制作           |
| ------ | ------- | -------------------------------------------------- | -------- | ---- | ------------------ |
| 2019年 | 10月4日 | ストライクウィッチーズ 劇場版 501部隊発進しますっ! | 伊藤史夫 | 漫画 | 戯画プロダクション |

### Webアニメ
| 配信年 | タイトル                    | 監督     | アニメーション プロデューサー | 原作   | 共同制作           |
| ------ | --------------------------- | -------- | ----------------------------- | ------ | ------------------ |
| 2018年 | ホリデイラブ 〜夫婦間恋愛〜 | 藤代和也 | 生田目聡                      | 漫画   |                    |
| 2018年 | ギフト±                     | 伊藤史夫 | 生田目聡                      | 漫画   |                    |
| 2019年 | 配信勇者                    | 藤代和也 | N/A                           | 漫画   | 戯画プロダクション |
| 2020年 | 神酒ノ尊〜絆の物語〜        | 伊藤史夫 | 生田目聡                      | 日本酒 | 戯画プロダクション |

### 制作協力
- 愛・天地無用
- キャプテンアース
- アルドノア・ゼロ
- 棺姫のチャイカ
- いなり、こんこん、恋いろは。
- 恋愛ラボ
- イナズマイレブンGOCS
- 琴浦さん
- 生徒会の一存
- アマガミSS+ plus
- 戦国乙女〜桃色パラドックス〜
- イナズマイレブン
- 迷い猫オーバーラン!おまけアニメ
- 空中ブランコ
- バケモノの子
- 櫻子さんの足下には死体が埋まっている
- ひもうと!うまるちゃんＳ
- 干物妹!うまるちゃん
- TRICSTER
- ベイブレードバースト
- メアリと魔女の花
- Re:CREATORS
- やがて君になる
- ベイブレードバースト ガチ